# Chemmeen
Chemmeen (Camarones) es una novela en malayalam escrita por Thakazhi Sivasankara Pillai en 1956. Tuvo mucho éxito y fue traducido en idiomas tales que inglés, ruso, alemán, italiano y francés y también en diversos idiomas indios. Fue adaptado en una película que también salió bien.

## Película
La película en malayalam Chemmeen fue dirigida por Ramu Kariat y estrenada en 1965. Los actores Sheila, Madhu, Kottarakkara y Sathyan actúan de los personajes principales de la película. 
El guion fue escrito por S. L. Puram Sadanandan con cinematografía por Marcus Bartley y Hrishikesh Mukherjee como montador. Salil Chowdhury puso música a las canciones con letra por Vayalar y presentando las voces de Manna Dey, K.J. Yesudas y P. Leela. 

## Trama
Chemmeen tiene lugar en una comunidad de pescadores y uno de los temas de la trama es una creencia de aquella comunidad. Se cree que un pescador puede regresar con toda seguridad sólo si su mujer le queda fiel mientras espera a su esposo. 
Karutthamma (Sheila) es la hija de un pescador pobre, Chembankunju (Kottarakkara). Está enamorada de un comerciante de pescado, Pareekkutty (Madhu), que le ayuda al padre ambicioso de ella para que compre un barco y una red. 
Las canciones de la película Kadalinakkare ponoarae, Putthan Valakkaarae, Maanasamaine varoo y Pennaalae fueron hits. Irónicamente, todos se cantan en la primera parte de la película, mucho antes del intermedio. Sin embargo, trozos de Maanasamaine varoo se cantan otra vez para reafirmar el amor entre los dos amantes. 

## Significancia
- Datos: Q3595616